# ملعب مالابو الجديد
ملعب مالابو الجديد هو ملعب متعدد الاستخدام يقع في مالابو عاصمة غينيا الاستوائية . غالبا ما يتم استخدامه لمباريات كرة القدم . يسع لجلوس 15,250 متفرج . يعتبر الملعب الرسمي الذي يخوض فيه منتخب غينيا الاستوائية مبارياته الدولية .